# Chesowanja
Chesowanja è un sito archeologico keniano situato nel nord della Rift Valley del Kenya, a est del lago Baringo. Il sito è noto perché i fossili potrebbero attestare la più antica prova dell'uso del fuoco da parte di ominidi. 

## Descrizione
Qui le varie scoperte di fossili attestano l'attività umana per un periodo di oltre 2 milioni di anni, oltre alla presenza di Australopithecus. I manufatti rinvenuti appartengono alla cultura elduvaiane e a quella acheuleana